# Milán-San Remo 1925
La Milán-San Remo 1925 fue la 18.ª edición de la Milán-San Remo. La carrera se disputó el 29 de marzo de 1925. El vencedor final el italiano Costante Girardengo, que de esta manera conseguía su cuarta victoria en esta carrera.

## Clasificación final
| Posición | Ciclista            | Equipo            | Tiempo      |
| -------- | ------------------- | ----------------- | ----------- |
| 1        | Costante Girardengo | Wolsit-Pirelli    | 10h 50' 00" |
| 2        | Giovanni Brunero    | Legnano-Pirelli   | m. t.       |
| 3        | Pietro Linari       | Legnano-Pirelli   | + 15' 00"   |
| 4        | Pietro Bestetti     | Wolsit-Pirelli    | + 22' 00"   |
| 5        | Ezio Cortesia       | -                 | + 23' 50"   |
| 6        | Giuseppe Pancera    | Aliprandi-Pirelli | m. t.       |
| 7        | Alfredo Dinale      | Legnano-Pirelli   | + 28' 15"   |
| 8        | Marco Giuntelli     | Atala             | m. t.       |
| 9        | Nello Ciaccheri     | Legnano-Pirelli   | m. t.       |
| 10       | Aleardo Menegazzi   | -                 | + 33' 20"   |